# Horňany
Horňany jsou obec na Slovensku, v okrese Trenčín v Trenčínském kraji. Žije v nich 427 obyvatel. Ve vsi stojí římskokatolický kostel Neposkvrněného početí Panny Marie z 19. století. Do správního území obce zasahuje část přírodní památky Potok Machnáč.

## Osobnosti
- Svetloslav Veigl (rodným jménem Ferdinand Veigl), katolický kněz, řeholník a básník, se narodil v Horňanech v roce 1915.